# Градска градина (Шумен)
Градската градина в град Шумен е най-големият и най-стар парк в града. Създаден е през 1897 г. Той е разположен в централната част на града, като покрай градината минава булевард „Мадара“. В парка растат голям брой растителни видове, някои от които на стотици години. В градската градина на град Шумен са разположени множество паметници, сред които и тези на Тодор Колев (1939 – 2013) и Панайот Волов (1850 – 1876).
В парка е разположен емблематичният за шуменци ресторант от началото на XX век – „Казиното“.

## История
Началото на градината е поставено през 1897 г. от лесничея Кунчев, който засажда първите дървета. През 1908 г. по изграждане на парковете и градините на града започва работа Иван Стойчев, баща на проф. архитект Любен Стойчев. С помощта на чеха Антон Новак и чертожниците Жеко и Оник той съставя план на градината. През 1910 г. са създадени оранжериите за цветя на мястото на сегашното спортно игрище в Градската градина. През периода 1910 – 1913 г. в централната част на градината е изградена красива беседка с площадка около нея. През 1933 г. съгласно проекта на архитект Нешев се очертава алеята на централния булевард.
През 2014 г. в парка е открит паметник на Тодор Колев, известен български актьор, комик, певец и телевизионен водещ.